# Камамбер

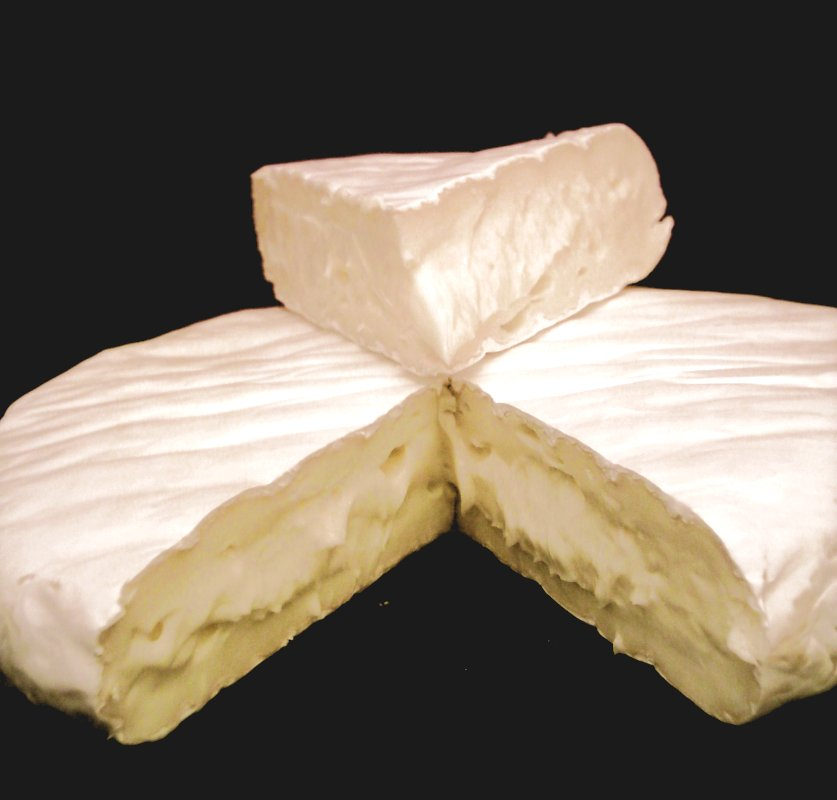
Камамбер

Камамбе́р (фр. Camembert) — французький м'який сир з білою пліснявою. Його назва походить від назви однойменного села, розташованого в департаменті Орн у Нормандії.
Виготовляється з непастеризованого коров'ячого молока. У процесі дозрівання завдяки грибку Penicillum camemberti покривається характерною білявою пліснявою. Сир має легкий горіховий присмак, є доволі м'яким та більш жирним, ніж брі. Його жирність становить 45 %. Період дозрівання — 3 тижні. Оригінальний камамбер продається у формі кружальця (рідше овалу), вагою приблизно 250 г, запакованого в дерев'яну коробочку, зроблену з тонкого шпону. Камамбер має кремовий колір, цей сир їдять дуже свіжим (він зберігається не більше як тиждень від дня виготовлення).
Специфіка камамберу полягає в його запаху, який не всім подобається. Але гурмани стверджують, що саме в ньому полягає неповторність камамберу та його оригінальність.
Камамбер експортується в багато країн світу, однак виготовляється також і за межами Франції, оскільки сертифікатом про походження захищений з 1992 року лише Camembert de Normandie. В Україні із кінця 2010-х виготовляється кількома виробниками сиру.

## Історія
Камамбер відомий з кінця XVIII століття. За легендою, його винайшла в 1789 (за іншими джерелами — у 1791) році селянка Марі Арель (фр. Marie Harel) із села Камамбер. У часи Французької революції в її будинку переховувався абат з Брі, який утаємничив її в тонкощі виготовлення сиру. Насправді ж такі сири виготовлялися в цій місцевості й раніше. Популярним став камамбер за Наполеона III, який уперше скуштував його під час відкриття Всесвітньої виставки в Парижі 1855 року (за іншою версією — під час відкриття залізничної лінії Париж — Ґранвіль у 1863 році), та впровадив до імператорського столу. З розвитком залізниці в другій половині XIX століття камамбер завоював не лише Париж, але й інші регіони Франції.
Вважається, що цей сир надихнув Сальвадора Далі на створення відомої картини «Постійність пам'яті» (1931). Годинники, які течуть і мають структуру м'якого сиру, Далі намалював після того, як йому наснився гарячий розплавлений камамбер.

## Галерея

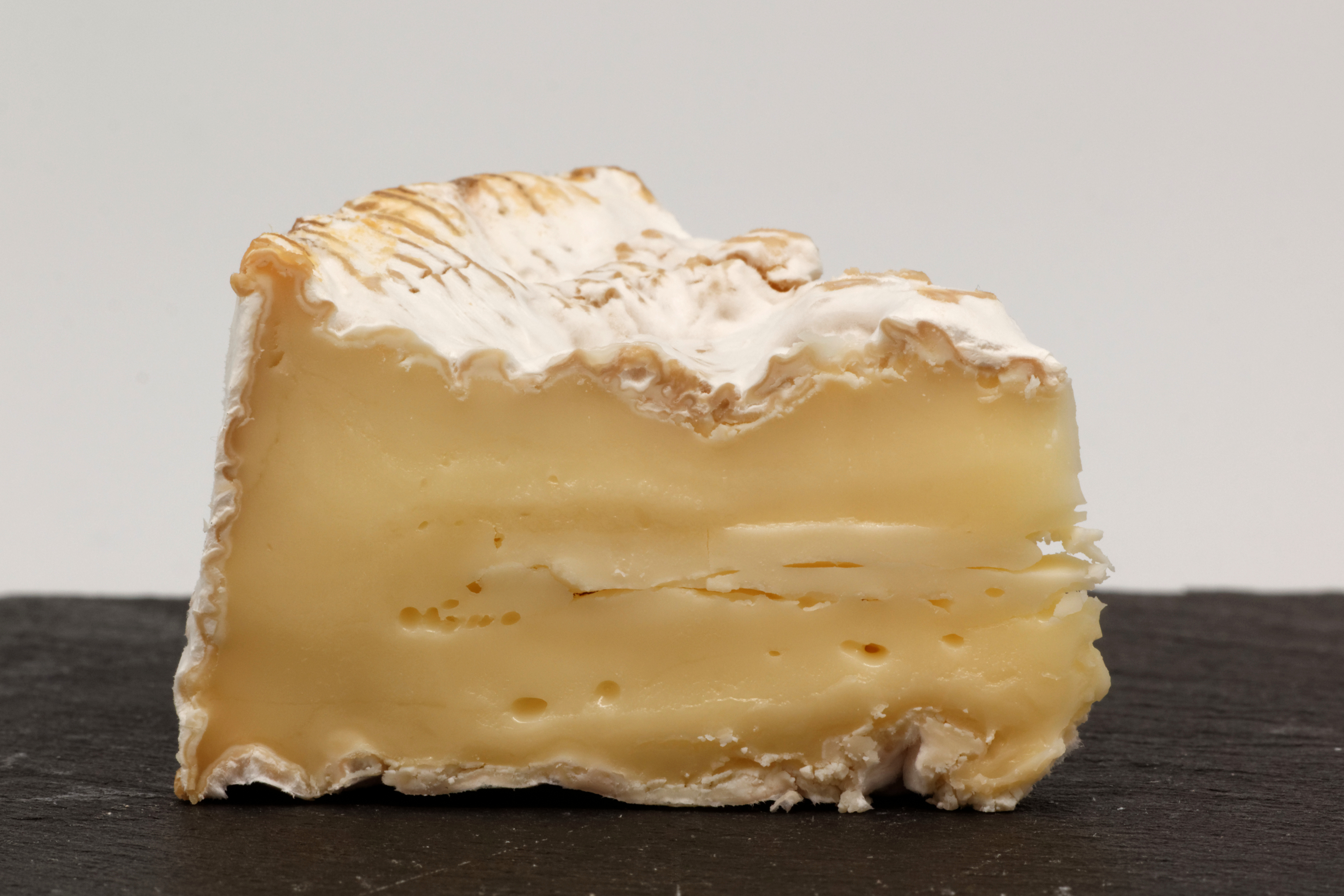
Camembert de Normandie (AOP), захищений вид сиру
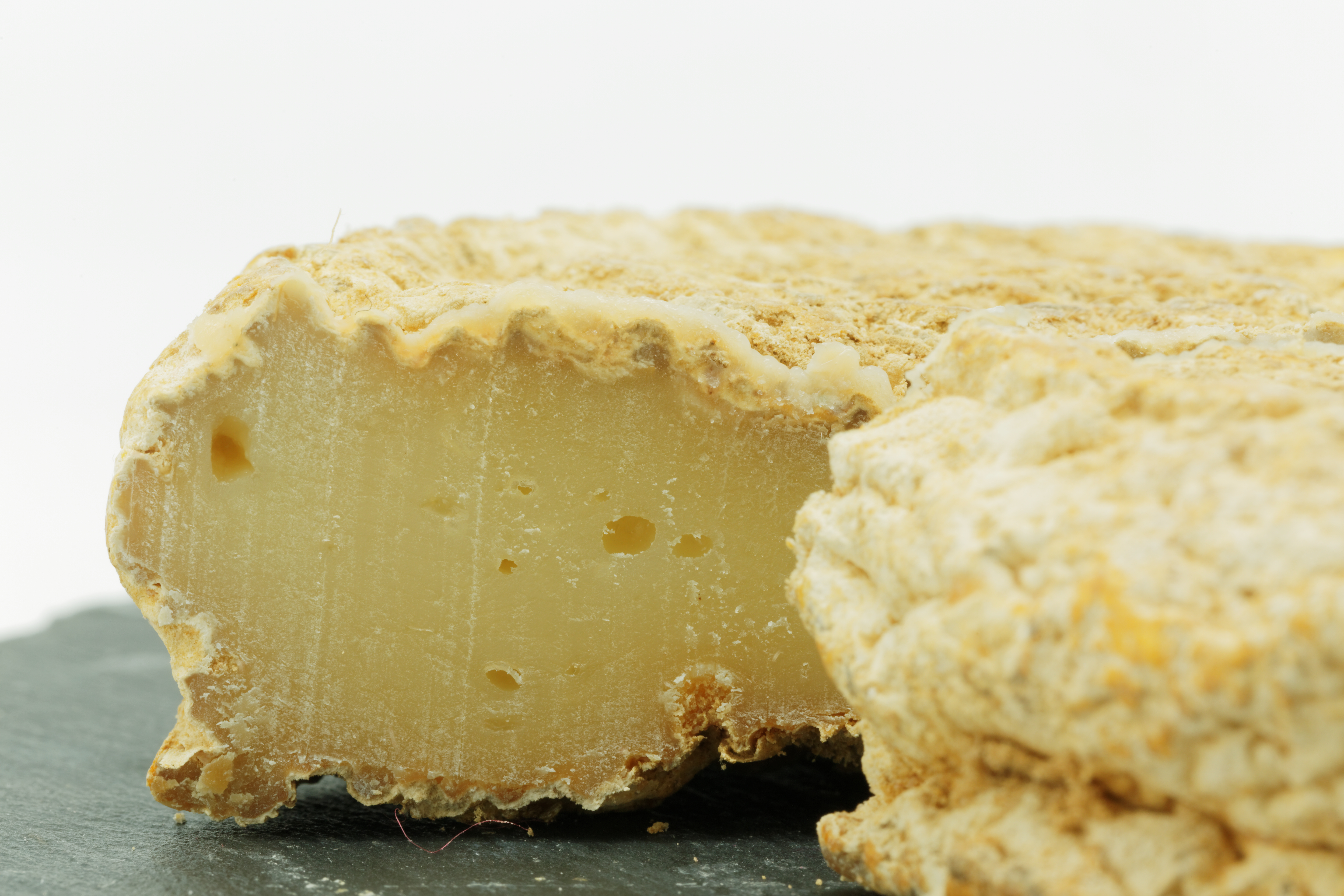
Camenbert de chèvre
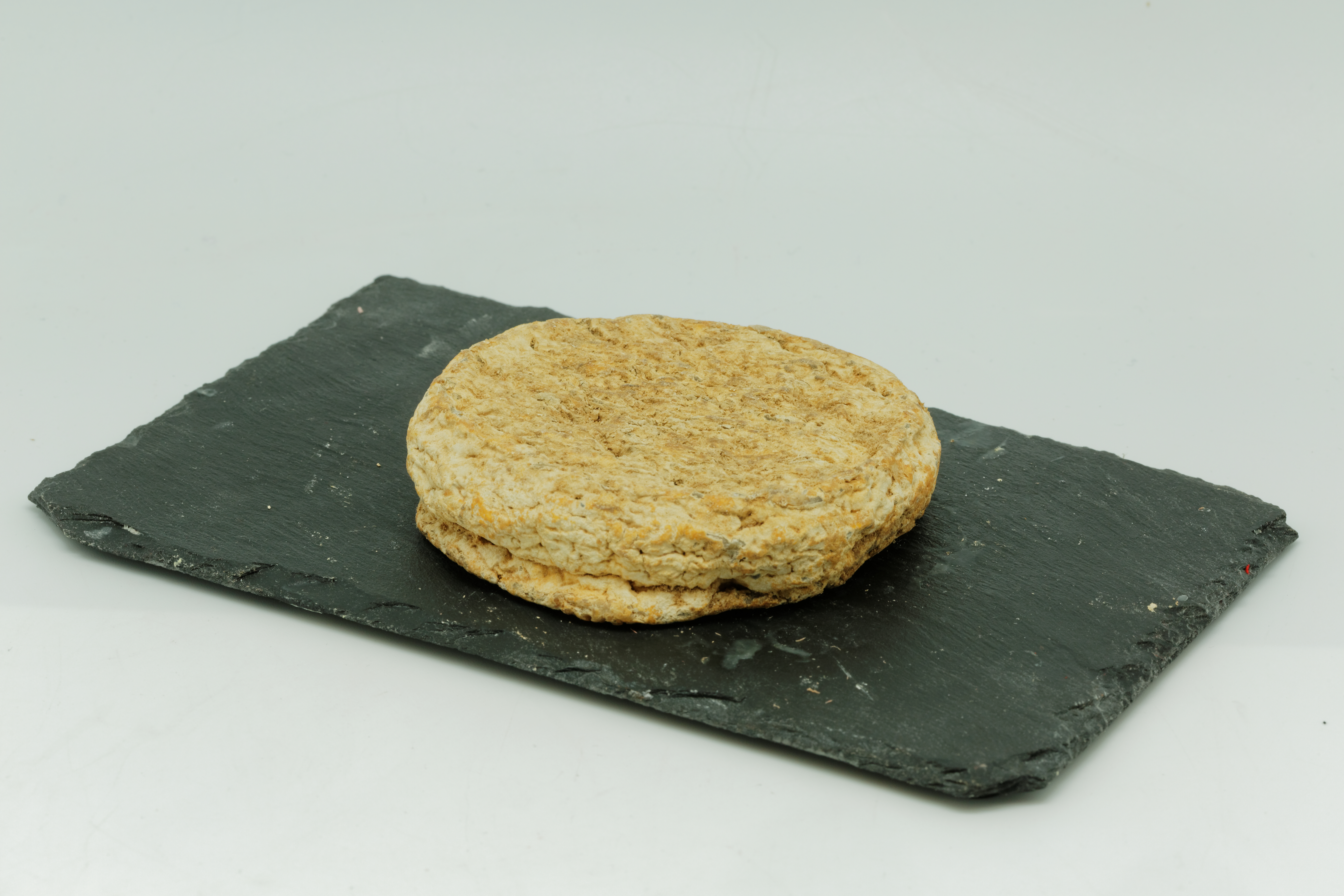
Camenbert de chèvre
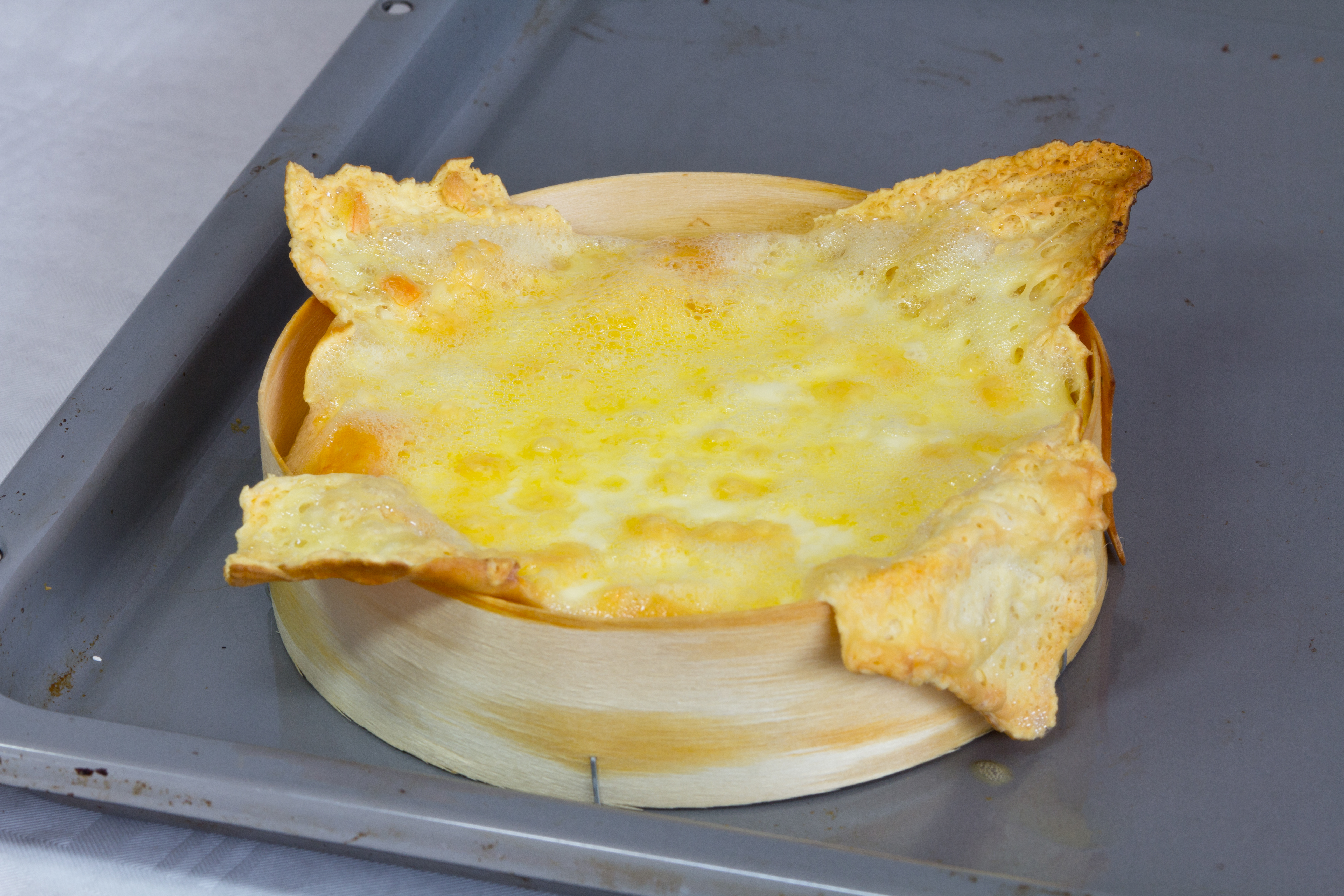
Сир після запікання в духовці
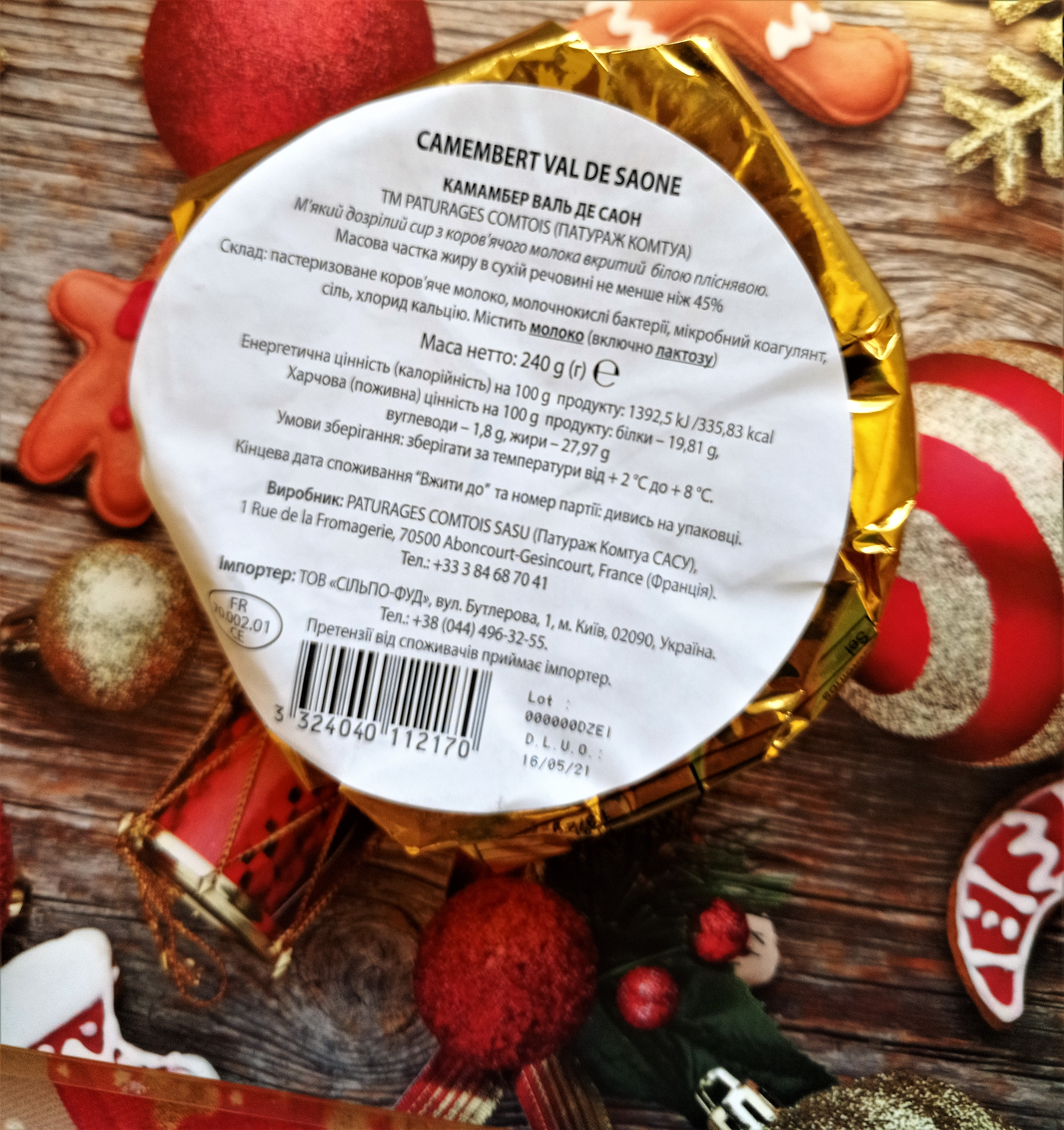
Сир Camember Val de Saone із Франції, 2021 рік. Імпортує Сільпо. 45 % жирності, вага 240 г.
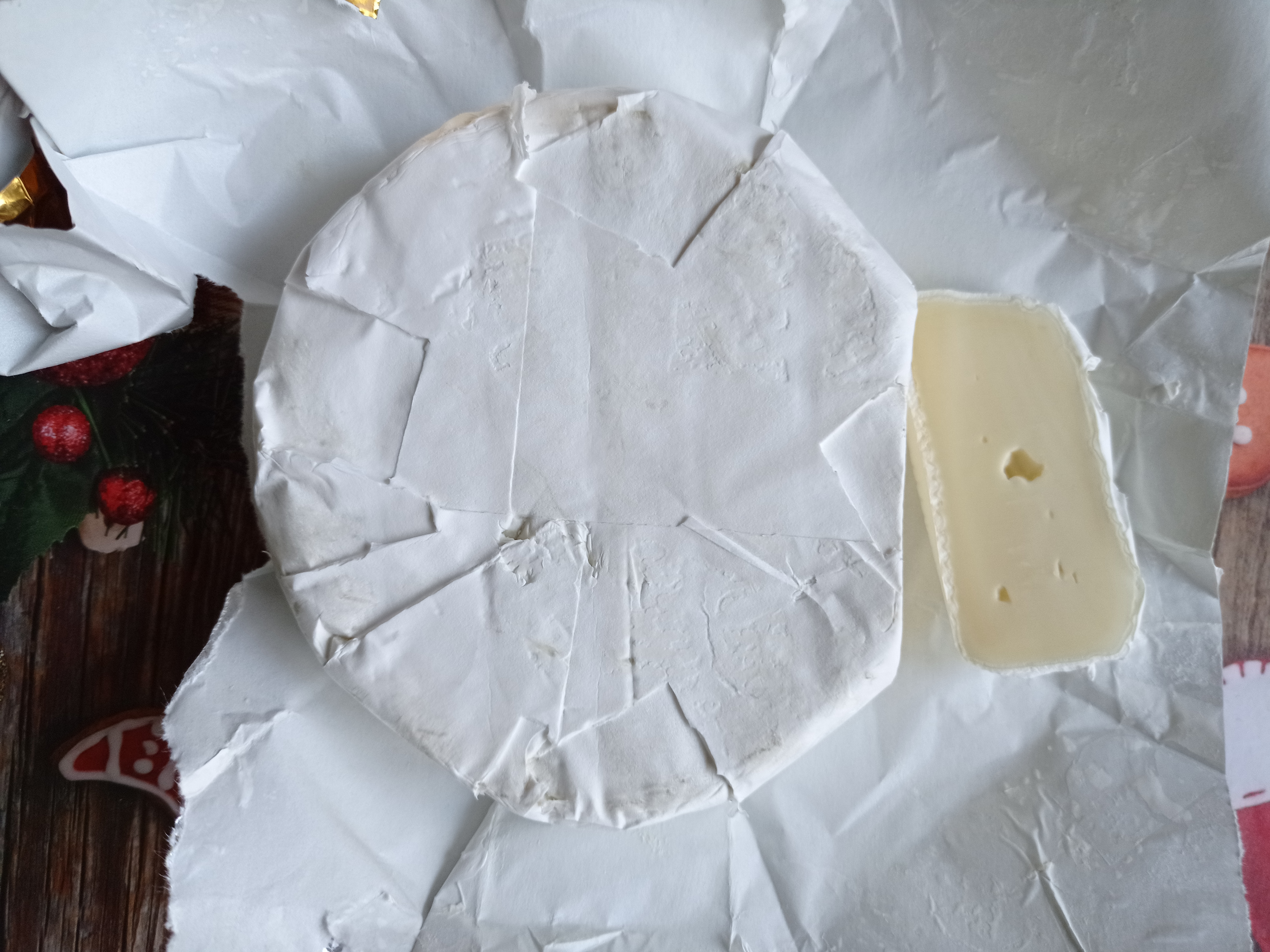
Сир Camember Val de Saone